# Rowlesburg (Virginia Occidental)
Rowlesburg es un pueblo ubicado en el condado de Preston en el estado estadounidense de Virginia Occidental. En el Censo de 2010 tenía una población de 584 habitantes y una densidad poblacional de 205,36 personas por km².

## Geografía
Rowlesburg se encuentra ubicado en las coordenadas 39°20′56″N 79°40′36″O / 39.34889, -79.67667. Según la Oficina del Censo de los Estados Unidos, Rowlesburg tiene una superficie total de 2.84 km², de la cual 2.62 km² corresponden a tierra firme y (7.92%) 0.23 km² es agua.

## Demografía
Según el censo de 2010, había 584 personas residiendo en Rowlesburg. La densidad de población era de 205,36 hab./km². De los 584 habitantes, Rowlesburg estaba compuesto por el 99.49% blancos, el 0% eran afroamericanos, el 0% eran amerindios, el 0% eran asiáticos, el 0% eran isleños del Pacífico, el 0.17% eran de otras razas y el 0.34% pertenecían a dos o más razas. Del total de la población el 0% eran hispanos o latinos de cualquier raza.